# Che Bing Chiu
 (octobre 2015).
Si vous disposez d'ouvrages ou d'articles de référence ou si vous connaissez des sites web de qualité traitant du thème abordé ici, merci de compléter l'article en donnant les références utiles à sa vérifiabilité et en les liant à la section « Notes et références ».
Che Bing Chiu, né en 1955 à Hong Kong, est architecte et chargé de cours à l'École d'architecture de Versailles. Il est membre du Centre de recherche sur l'Extrême-Orient de Paris-Sorbonne et de centres de recherche sur l'architecture traditionnelle et les jardins en Chine.
Il est l'auteur du Yuanming yuan, le jardin de la Clarté parfaite et d'une traduction annotée du Yuanye, le traité du jardin (1634).